# 日系ブラジル人
日系ブラジル人（にっけいブラジルじん）は、両親の一方もしくは両方が日本人にルーツを持つブラジル人、または、日本国籍を持っていたがその後ブラジルに帰化した人物を指す。
ブラジルは世界最大の日系人居住地であり、1908年（明治41年）以降の約100年間で約26万人の日本人がブラジルに移住し、現在約200万人以上の日系人が住む。1970年代に移民船による集団移民が終わったことを受けて日本国籍を有する一世は希少である。ブラジルへの日本国公認の移民はその後も1993年まで続いた。
他方、20世紀末から在伯日本人・日系ブラジル人が日本に永住帰国あるいは移住した。在日ブラジル人は2000年代中頃まで顕著に増加し、2023年末では211,840人である。2008年秋のリーマンショック以降、日本国内の不況を受けて製造業の雇用が減ったことから毎月1万人程のブラジル人が減少し、2011年時点では既に多くがブラジルに戻ったが、2012年に入り、再び日本への移住希望者が増え始めた。
2008年（平成20年）は、日本人移民100周年を記念し、日本ブラジル交流年と制定され、両国で様々な催しが行われた。パラナ州ロンドリーナ市の式典では皇太子徳仁親王を迎えて組体操が披露されたが、演技者のほとんどが非日系人であった。

## 年表
- 1803年：陸奥国出身の津太夫や善六ら5名が初めてブラジルに上陸した日本人となる[16]
- 1892年：ブラジル政府が日本人移民の受け入れを表明
- 1895年：日伯修好通商航海条約締結
- 1908年：正式移民開始（「笠戸丸移民」）
- 1915年：初の日本人学校「大正小学校」開設
- 1917年：海外興業株式会社設立
- 1919年：初の農業組合である日伯産業組合が設立
- 1929年：ブラジル拓植組合設立
- 1938年：ヴァルガス大統領が移民同化政策を開始
- 1941年：日本人移民受け入れ停止
- 1942年：日伯国交断絶
- 1945年：第二次世界大戦においてブラジルが日本に宣戦布告
- 1951年：日伯国交回復
- 1953年：日本人移民受け入れ再開
- 1954年：日系ブラジル人2世の田村幸重が連邦議員に就任
- 1969年：日系ブラジル人2世のファビオ・ヤスダ（安田良治）が商工大臣に就任
- 1973年：移民船による移民廃止
- 1980年：サンパウロ市議会「日本人移民の日」を制定（6月18日）
- 1988年：日本人移民80周年　(日本移民80年)
- 1989年：日本の出入国管理法が改正、日系ブラジル人就労者の受け入れ開始
- 2008年：日本人移民100周年（日本ブラジル交流年）

## 歴史

### 労働者不足の解消
ブラジルはアフリカ大陸から送り込まれる奴隷をコーヒー園などにおける農業労働者として重用していたものの、奴隷制度に対する内外の批判を受けたことから、1888年に奴隷制度廃止を行った。その後農業労働者が不足することとなったため、イタリアやスペイン、ドイツなどのヨーロッパ諸国からの移民を受け入れ始めた。しかし農場労働者としてブラジルに渡ったイタリア人移民が、奴隷と変わらぬ住環境や労働の過酷さ、賃金の悪さなどの待遇の悪さのために反乱をおこし、その後移民を中止したために再び農業労働者が不足することとなった。
これを受けてブラジル政府は、1892年に日本人移民の受け入れを表明したものの、日本とブラジルとの間に正式な外交関係がないため日本からの移民を送り出すことができなかった。その後1894年に「殖民協会」の根本正がブラジルへ赴き、ブラジルが日本人移民にとって適切な移民先であるとする報告を行い、翌1895年には日本とブラジルの間で「日伯修好通商航海条約」が結ばれ、1897年にはリオ・デ・ジャネイロ州ペトロポリスに日本の公使館が設けられた。

### 新たな移民先

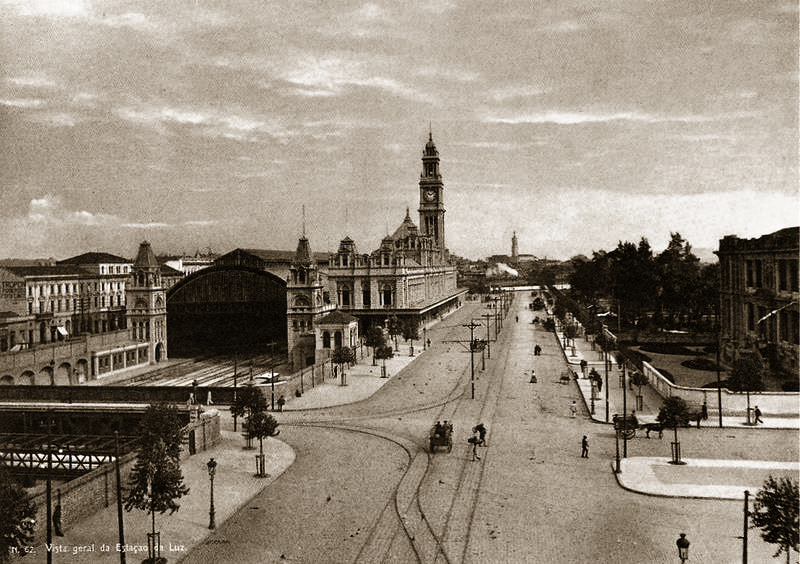
1900年代のサンパウロ市

外交関係が樹立されたことで、日本から移民を送り出す法的な素地が出来上がったが、日本の外務省は先に起きたイタリア人移民の事案を根拠に、ブラジルへの移民を送り出すことを躊躇していた。さらに1897年8月に「吉佐移民会社」が、初の正式移民として1500人を「土佐丸」で神戸港からブラジルへ向け送り出す予定であったが、受け入れ先のブラド・ジョルダン商会が出港直前に急遽受け入れを中止する事件が起きたこともあり、その後日本政府はブラジルへ向けた移民を許可しなくなってしまった。
さらにそれまで多くの日本人移民を受け入れていたアメリカ、特にカリフォルニア州を中心とした西海岸一帯を中心に、人種差別を基にした日本人移民排斥が激しくなったために、1900年に日本政府はアメリカへの移民を制限することとなった。
その後1904年に起きた日露戦争において、日本はロシア帝国に対して勝利をおさめたものの、ロシアから賠償金を得られなかったこともあり経済は混乱し、農村の貧しさが深刻になっていた。さらにその後アメリカ政府が日本人移民の受け入れ数の制限を強化したことや、アメリカに代わる移民受け入れ先として有望視されていたオーストラリアやカナダ政府も日本人移民の受け入れを制限したことから、日本政府は新たな移民の受け入れ先を模索することとなった。

### 日本人移民開始

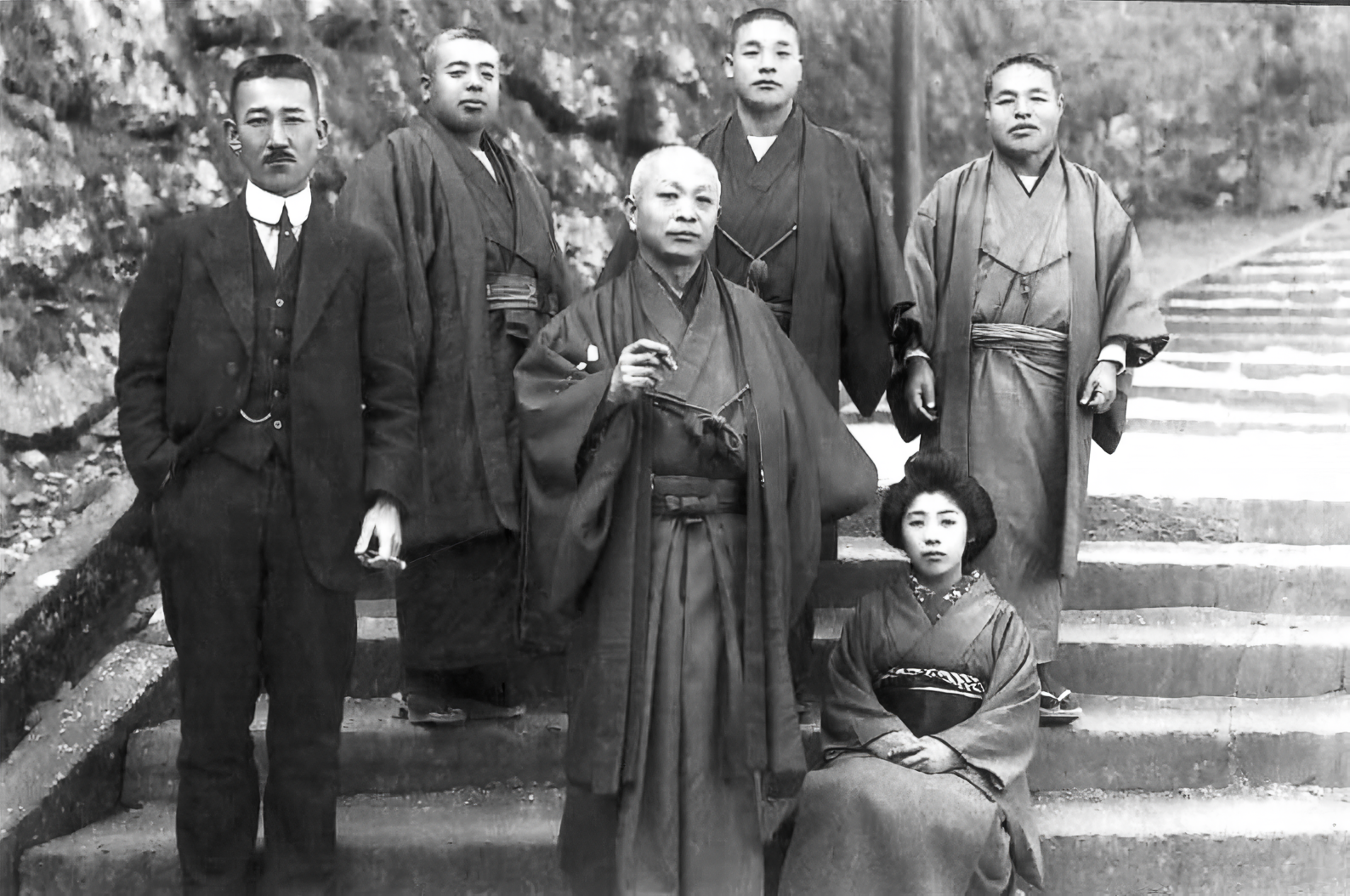
水野龍（前列中心）

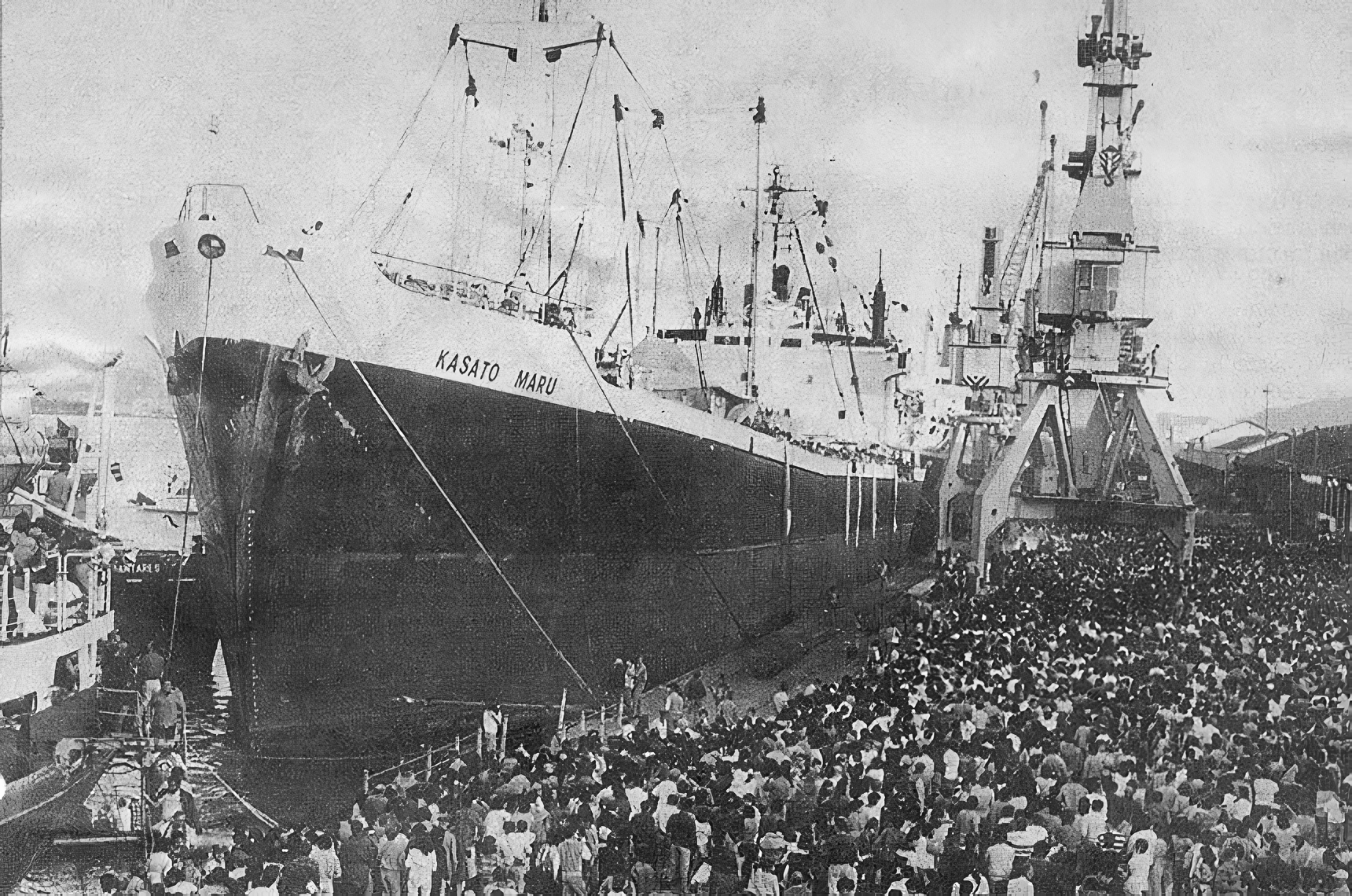
笠戸丸、1908年

1905年にブラジルに赴任した杉村濬公使が、ブラジル政府の閣僚から日本人移民の実施を打診されたことから、その後移民の候補地の1つであるサンパウロ州を視察し早期の日本人移民の実施を本省に打診した。その後杉村の報告書が大阪毎日新聞に掲載されたことから、日本政府だけでなく移民希望者の間で大きな反響を呼ぶこととなった。
これを受けて、移民の送り出しを行っていた「皇国殖民会社」の役員であった水野龍がブラジルに向かい、1907年11月には労働者不足にあえぐサンパウロ州政府との間に、「1908年以降に3000人の移民を送り出す」旨の契約を締結し、その後日本全国で移民希望者を募った。なおこの際に、サンパウロ州政府は渡航費の補助を行うことにしたものの、移民の定住とより多くの労働力の確保を求めて「家族単位での移民」を条件としてつけることとなった。
募集期間が半年弱と短かったうえに、「家族単位での移民」という条件のために移民希望者を集めるのに苦心したものの、最終的に781人が第1回の移民として皇国殖民会社と契約を行った。なお、このうちの3分の1を超える325人が沖縄県出身者で、その後も多くの沖縄県民がブラジルへと移民した。家族単位での移民であったため独身者は認められなかった。そのため、見ず知らずの男女が形式上の夫婦となり家族が構成されるケースが多発し、「構成家族」とよばれた。その多くはブラジルで実際に結婚している。
その後1908年4月28日に、781人の移民は東洋汽船の「笠戸丸」で神戸港を出港し、シンガポールや南アフリカを経由して6月18日にサンパウロ州のサントス港に到着した。
この日を日系ブラジル人はブラジル移民記念日としている。
サントス港に到着した移民たちは、その後サンパウロへ鉄道で移動し、移民宿泊施設に収容された後に契約したコーヒー園へと向かった。なお1910年5月には、その後経営難に陥った「皇国殖民会社」を受け継いだ「竹村殖民商館」によって第2回の日本人移民が行われ、906人がサントスへと送られた。

### 過酷な待遇

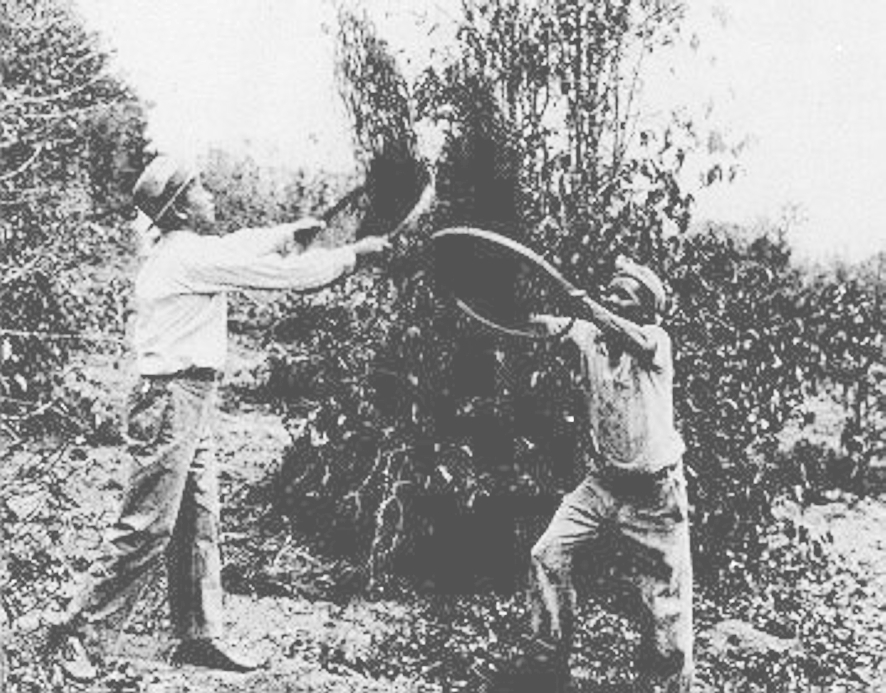
コーヒー収穫を行う日本人移民

「皇国殖民会社」が移民希望者を募る際に、ブラジルでの高待遇や高賃金をうたったために、移民の殆どは数年間の間コーヒー園などで契約労働者として働き、金を貯めて帰国するつもりであった。しかし、先に移民して来たイタリア人同様、日本人国移民も奴隷解放令に伴う労働力不足を補うために導入されたもので、法律上の地位こそ自由市民であったものの、一部のコーヒー園を除くとその実生活は奴隷と大差ないものであった。
実際に居住環境は悪く労働は過酷で、賃金の悪さなどの待遇が悪かったために、帰国のための貯金どころではなく借金が増える一方であった。当時の農園主はこのようにして、小作人を土地に縛り付けた。このため、日系移民の間で移民計画を「棄民」（日本国に棄てられた民）と揶揄する声がでた。
この様な待遇の悪さや賃金の悪さから、皇国殖民会社に対して帰国を申し出る者が出た他、ストライキや夜逃げも多く発生し、リオ・デ・ジャネイロ州などの近隣州やアルゼンチンへと渡る者もあらわれ、1909年に外務省の野田良治通訳官が調査した結果、笠戸丸で移民し、当初契約したコーヒー園に定着したのは全渡航者の4分の1のみであったと報告されている。日本人移民のストライキは少なかったが、夜逃げは多かった。

### 成功と定住化

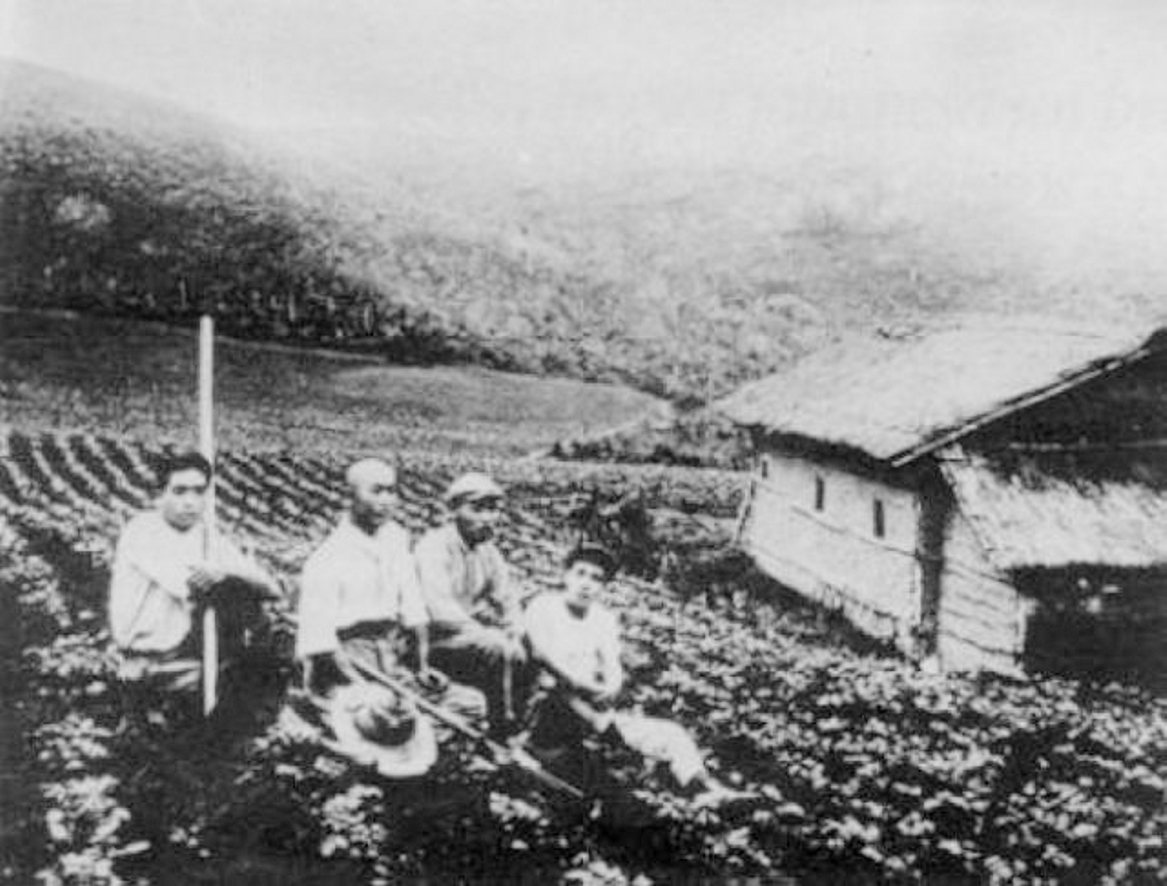
日本人移民が運営するジャガイモ畑

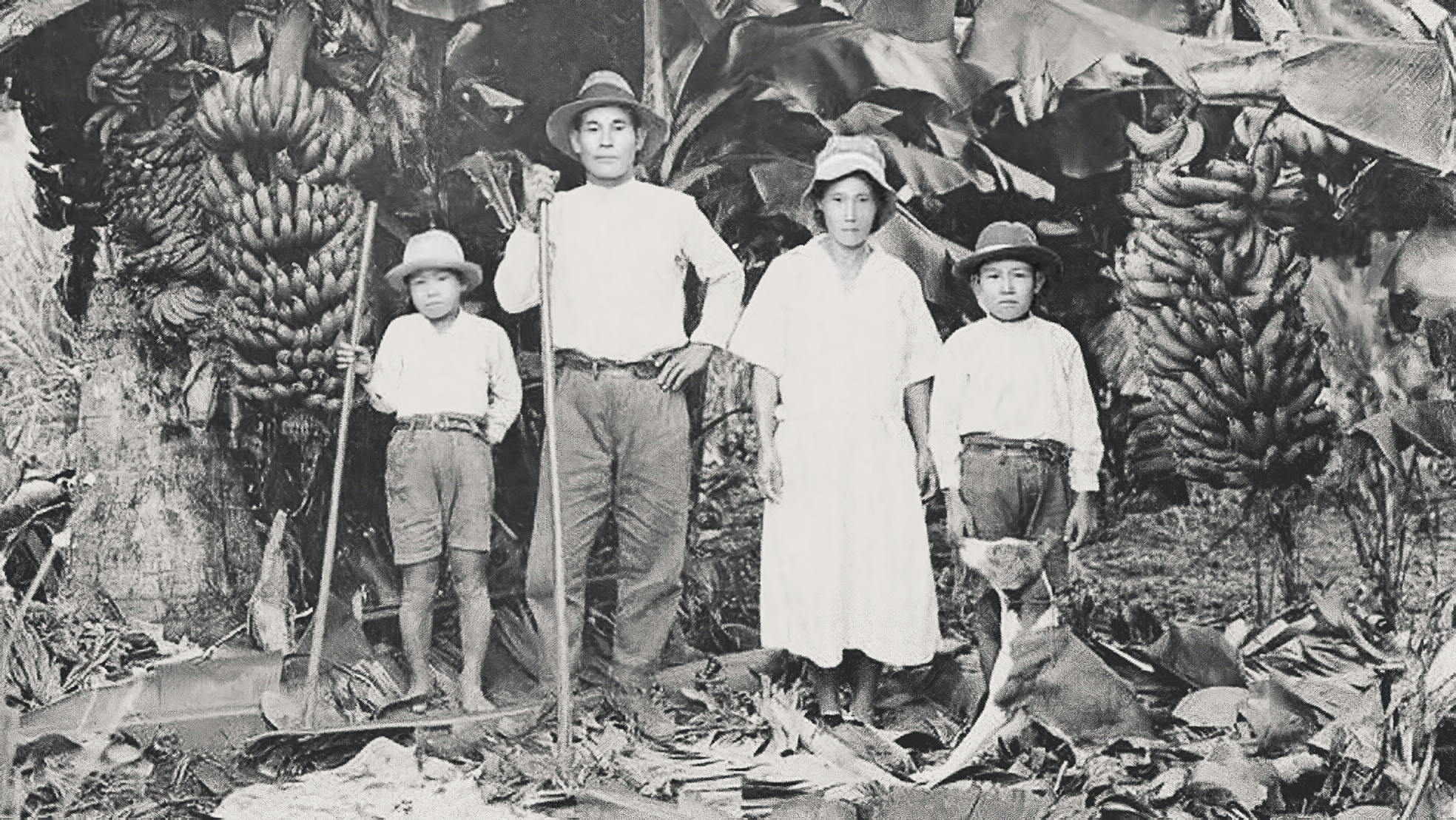
日系移民の家族、1930年頃

コーヒー農園から逃亡した多くの日本人移民は、結果的に自らの農地を取得し自作農となることを選択し、日本人移民同士で資金を出し合い共同で農地を取得し、「植民地」と呼ばれる集団入植地や農業組合を形成するようになり、1919年には、初の日系農業組合として、ミナスジェライス州に「日伯産業組合」が設立された。ただし、多くの日系移民はサンパウロ州、パラナ州に居住しており、ミナスジェライス州には少ない。この様な傾向はその後増加し「コチア産業組合」（サンパウロ）など、その後ブラジルの農業の振興に大きな役割を果たす農業組合が多数出来てゆくこととなる。
その後多くの日本人移民が自作農として独立、成功し、コーヒー価格の暴落を受けて綿や胡椒、茶やジャガイモなどへの転換を進める者や、サンパウロを中心に日本人移民向けの各種商店や工場、医師を開業する者が現れた。胡椒農家の成功は特筆に価する。サンパウロ州で始まったが、後にアマゾン川に近い北部のパラー州で大成功を収めた。
当時の農学の常識では、モンスーンが吹かないブラジルでの茶の栽培は不可能とされていたにもかかわらず、奇跡とも思える紅茶栽培に成功を果たしたサンパウロ州のオカモト農園は、ブラジル政府から表彰された。ブラジル一般国民にはあまり知られていないが（ブラジル人の多くは普段紅茶を飲まない）、ブラジルは紅茶の大生産国であり、そのほとんどが一般消費用としてイギリスに輸出されている。その後これらの多くは日本人移民、日系ブラジル人だけでなく、旧来在住の非日系ブラジル人向けにその商圏を広めていくこととなった。
なお、ジャガイモやレタス、トマトやにんにくなどの、現在ブラジルで栽培されている野菜や果物などの農産物の多くは、農作物の転換を進めた日本人移民がブラジルへ持ち込み、品種改良などを通じてブラジルの赤土での栽培に成功したものである。多くのブラジル人は二十世紀末に移入されたキウイを日本起源の果物と認識しているが（実は中国起源）、この都市伝説はブラジルでの日系移民の貢献がいかに大きかったかを物語っている。
日本人移民の子弟や、現地で出生した日本人移民2世（=日系ブラジル人）の教育の必要性が出てきたことから、1915年には、当時日本人移民が多く集まっていたサンパウロ市内のコンデ・デ・サルゼーダス街に、ブラジル初の日本人学校である「大正小学校」が設立された。その後各地に「日語学校」が設立された。これらの学校は公立学校と競合するものではなく、日本語および日本文化の塾のような性格であった。ただし、公立学校のなかった奥地（当時は珍しくなかった）では一般学校の代用もした。

### 移民の増加

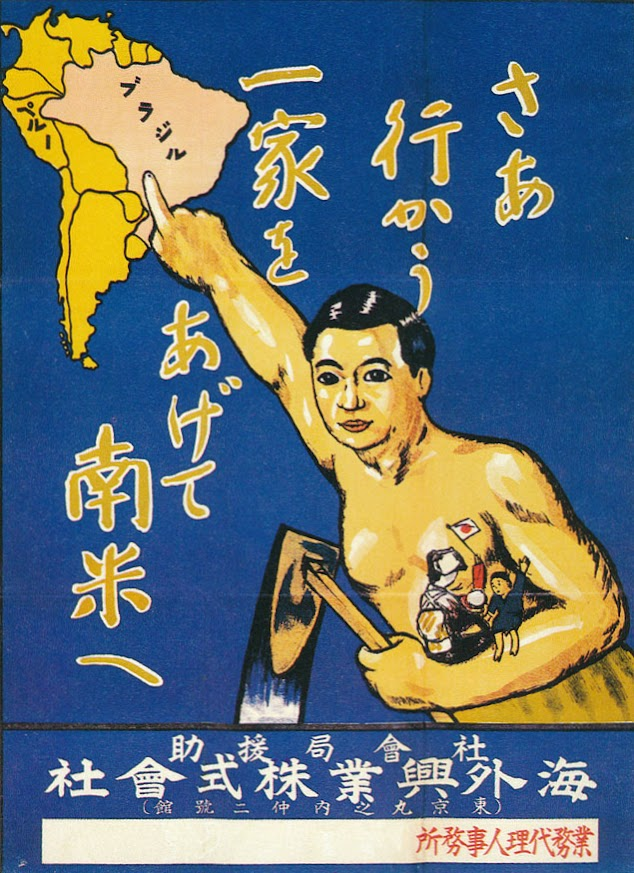
海外興行株式会社による広告。「一家をあげて」とあるが、これはブラジル側が定住労働力確保を目的としていたため、基本的に、働き手が3人以上いる家族にしか移住の許可を与えていなかったことに関連している

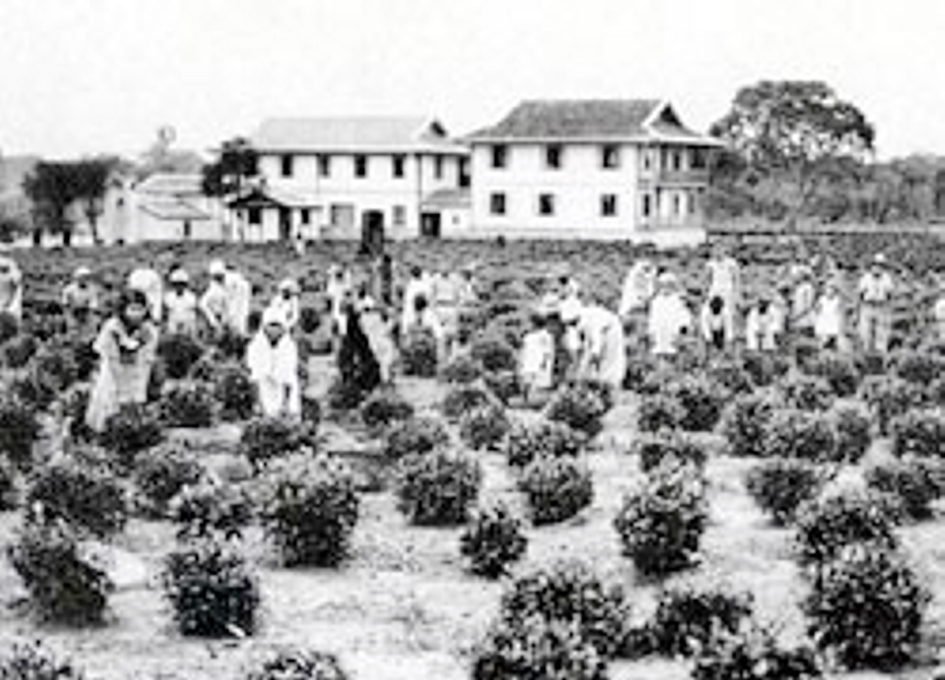
日本人移民が運営する茶畑

1914年にサンパウロ州政府は「経済悪化」と「移民の定着率の悪さ」を理由に日本人移民への補助の一時中断を表明し、増加を続けていたブラジルへの移民は中断されることとなった。しかし同年に第一次世界大戦が勃発し、主戦場となったヨーロッパからの移民が止まったため、1917年に日本人移民の受け入れを再開。
1919年にはブラジル政府が移民促進のための旅費の補助を申し入れた。
また、これまでは移民の送り出しを数社の小規模な民間企業が行っていたが、日本人移民の再開を受けて同年に日本政府は「海外興業株式会社」を設立し、ブラジルへの移民の送り出し窓口を一本化した。
なお、第一次世界大戦による特需のため（日本は連合国の1国として参戦し戦勝国の1国となったが、日本本土は全く戦禍を受けなかったため、戦争中は「連合国の工場」として機能し重工業から軽工業までがフル稼働することとなった）に、日本国内における雇用が活発化したため一時的に移民希望者が減少した。
しかし、それまで最大の日本人移民の受入国であったアメリカが、日本人移民や日系アメリカ人に対する人種差別の激化と、それに伴う黄禍論の勃興などにより日本人移民の受け入れを実質禁止したこともあり、1920年前半から日本政府は国策としてブラジルへの移民を推奨するようになり、移民希望者に対する渡航費の全額補助などの施策を打ち出した。これを受けて1920年代後半にはブラジルが最大の日本移民受入国となった。財界の対ブラジル投資も盛んになり、1926年に野村財閥、片倉財閥、東京商業会議所副会頭の山科礼蔵など、1927年には三菱財閥、1928年には武藤山治の鐘紡、関西の川西財閥、1929年には台湾の後宮財閥と、に一斉にブラジル向け投資が活発化した。
日本人移民の子弟と現地で出生した日本人移民2世の増加を受けて、ブラジル全土で日本人子弟を対象とする学校の開設が相次ぎ、1930年代前半にはブラジル全土に200を超える「日語学校」が運営されていた。これらの日語学校は基本的には移民たちの寄付で運用されていた。
ブラジルの公立学校は半日制であったために（現在も半日制）、多くの日系ブラジル人の子供たちは半日を公立学校で、残りの半日を日語学校で学んだ。そのため、公立学校以外では日本語は日常語として使用された。また「サンパウロ新聞」や「パウリスタ新聞」、「日伯毎日新聞」などの日本人向けの日本語新聞も数紙登場した他、仏教や神道、新宗教が移民とともに進出した。

### 「ブラジル拓植組合」
1927年には、三菱財閥が「東山農場（Fazenda Monte D'este）」を始めるなど、日本企業の進出も小規模ながら開始された他、サンパウロ州への日本人移民の過度の集中による排斥機運の高まりを緩和させるため、パラナ州やマットグロッソ州（旧名、多くは現在の南マットグロッソ州）など他の州への入植も積極的に進められることとなった。
またこの頃、多くの移民を送り出していた各県が「海外移住組合連合会」を設立し、資金を出して集団入植地を購入し、移民が組合から資金の貸付を受けて土地を購入して入植する事業が開始された。その後海外移住組合連合会は、これらの新規移民による集団入植をサポートする機関として、1929年4月に「ブラジル拓植組合（Sociedade Colonizadora do Brazil Limitada、ブラ拓）」を設立した。
その後ブラジル拓植組合は、ブラジル拓殖組合商事部やブラジル拓殖組合鉱山部、ブラジル拓殖組合綿花部、ブラジル拓殖組合製糸部などを傘下に持ち、様々な領域に事業を拡大した他、1937年には日本人移民や日系ブラジル人への融資などを行う銀行部も設立した。その後1940年に銀行部はサンパウロ市を拠点とした「南米銀行」となり、業務範囲を拡大し1998年まで業務を行った（その後はスダメリス銀行へ事業ごと吸収され、さらに同行はABNアムロ銀行に買収された）。

### 移民同化政策の推進

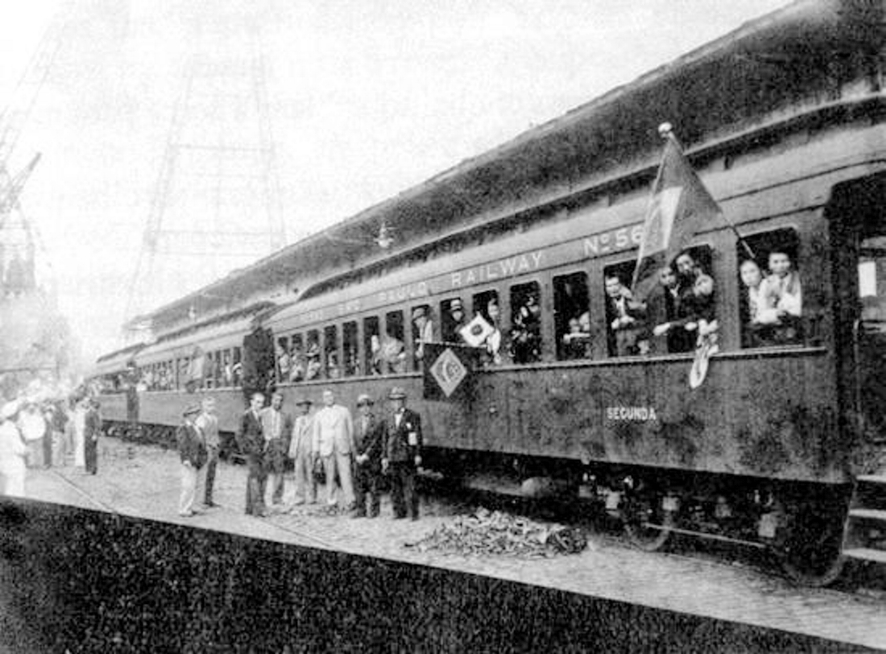
鉄道でブラジル各地へと向かう日本人移民

日本人移民の増加と定住化が進んだものの、増え続ける日本人移民に対する人種差別感情や、その成功に対する妬み、さらに1930年代に入り満州事変や日中戦争など日本の対外侵攻が相次いだことを受けて、日本人移民に対する排斥の動きがにわかに高まった。
さらに、1930年に大統領に就任したジェトゥリオ・ドルネレス・ヴァルガスが、移民のブラジルへの同化政策を進め（日本人移民のみならず、すべての移民に対して行われた）、ブラジルの公立学校での外国語の授業を禁止する法令を下し、これを受けて1938年12月には日本人学校の廃止が行われた。さらに軍や警察のレベルではそれが拡大解釈され、公道の路上で出身国の言葉を話した日本人、イタリア人、ドイツ人が逮捕される事件が頻発した。また、外国語の短波放送を聞いた移民が逮捕され、あるいはラジオを没収される事件が多発した。
これらの動きを受けて1930年代後半には日本へ帰国する移民が相次いだ上に、1939年9月に発生した第二次世界大戦のヨーロッパおよびアフリカ戦線における戦闘激化や日米間の関係悪化を受けて太平洋航路が運休されたため、1941年8月をもって日本人移民の受け入れが停止された。

### 第二次世界大戦参戦

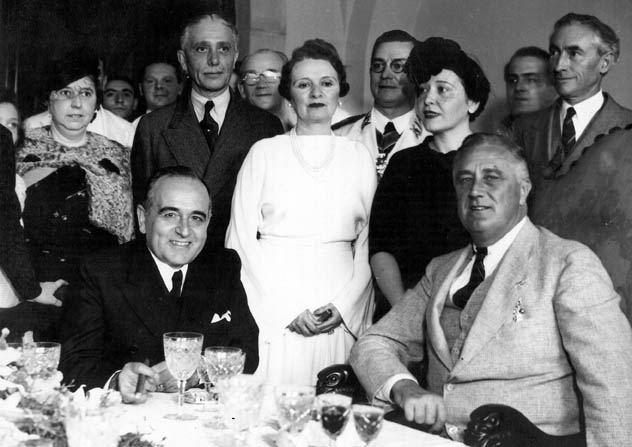
ヴァルガス大統領（左）とアメリカのフランクリン・ルーズベルト大統領

ブラジルは、1939年9月に開戦した第二次世界大戦において当初は中立を守っていたものの、1941年12月に日本との間に開戦したアメリカのフランクリン・ルーズベルト大統領からの圧力を受けて、1942年1月に連合国として参戦することを決定し、日本やイタリア、ドイツなどの枢軸国との国交を断絶し8月22日にドイツとイタリアに宣戦布告した（なお、国交は断絶したものの、ブラジルが日本に宣戦布告したのは終戦直前の1945年6月であった）。
戦前から外国人移民やその子弟に対して同化政策を行ってきたヴァルガス大統領は、開戦直前の1941年7月には日本語新聞の発刊停止を行い、開戦後は直ちに枢軸諸国の言語による出版活動のみならず、公共の場におけるこれらの外国語での会話を禁止した（上記のように、これは法令の範囲を逸脱した拡大解釈であった）。

### 強制収容と移住の執行
同時期にアメリカにおいて日系人の強制収容が行われ、多くの日系人が刑務所同様の収容所に強制的に収容されたが、ブラジルではそこまでの迫害は起こらなかった。海岸地帯以外に住む大部分のコロニア（入植地、ブラジルの日本語では植民地と呼ぶ）に住む「日系移民（ブラジルで用いられる表現）」たちは、開戦前の生活の維持が許された。強制再配耕で辛酸をなめた移民がいた反面（ある意味では過酷な条件下での生存権が認められていた）、サンパウロ周辺では戦争景気で成功した日系移民も少なくなかった。
また、日本人であり日本に忠誠を保つ移民一世とは違い、日本人の両親を持つものの、ブラジルで生まれブラジル国籍を持つ移民二世の中には、連合国軍の1国としてヨーロッパ戦線でイタリア軍と戦うブラジル軍に入営し戦う者もいた。
しかしその後1943年8月には「日本海軍船艇との連絡をさせないこと」を目的に、日本人移民および日系人ブラジル人はサントスなどの全ての大西洋沿岸都市から退去させられた上に、その多くはサンパウロ州の内陸部に設けられた強制収容所に一時的に収容された。このため、サントスに住む多くの日系人が職業を奪われた上に資産の凍結も行われ、自宅などの不動産を二束三文で手放すことを余儀なくされた。彼らはサンパウロ州内陸部の未開拓地に強制的に移住された。
内陸部への強制移住は大戦が終結した間もなく後に解除されたものの、資産の没収、凍結の解除は、日本とブラジル間の国交が回復した後の1950年代まで続けて行なわれ、その際に解除を忘れられたままとなった没収資産の一部は、2000年代に至るまで返還されなかった。

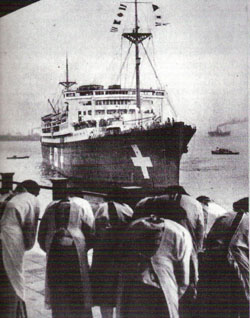
横浜港へ帰還した交換船（第一次日英交換船の鎌倉丸）

日本語新聞の廃刊により、ポルトガル語を解さない多くの日本人移民が世界大戦が行われる中、情報断絶状態に置かれることとなった。さらに国交断絶後に日本公館が閉鎖され、1942年になり石射猪太郎特命全権大使以下の外交官や日本企業の駐在員が交換船で帰国すると、日本国内の状況の伝達は現地（ポルトガル語）のマスコミやわずかに伝えられる日本からの短波ラジオの伝達のみとなり、戦況についてのデマがポルトガル語を解さない多くの日本人移民の間で横行することとなった。奥地の農園ではポルトガル語の一般新聞の入手でさえ容易でなく、短波ラジオは非常に高価であった。

### 「勝ち組」と「負け組」の抗争
1944年に入り、日本をはじめとする枢軸国の戦況が悪化するにもかかわらず、これらの事実を「連合国として参戦しているブラジル政府によるプロパガンダ」として受け取らない者が、奥地に住む教育程度もポルトガル語の能力も低い農民を中心に続出した。さらに、1945年8月に日本が連合国に対して降伏したにもかかわらず、多くの日本人移民や日系ブラジル人がこれをデマとして信用せず、いわゆる「勝ち組」（日本は戦争に勝ったと考える人々）と「負け組」（日本は負けたと考える人々）の問題が発生した。
これに対し、事実を認識する活動が日系移民の間に広がった。詐欺師たちは認識運動を妨害するためにテロ事件をおこし、数名が殺害された。1946年には、非日系ブラジル人との大規模な衝突まで発生した（オズワウド・クルース事件）。さらに、この状況を利用したガリ版刷りの偽ニュース売り、戦時中に日本が占領下に置いたシンガポールの土地などの偽土地売り、日本への帰国船の切符、日本の土地を売る偽帰国事業、無効になった旧日本紙幣や軍票をうる偽札売りなどの、日本人成功者を狙った詐欺が横行した。詐欺の首謀者たちは日本人であった。
1946年に日本語新聞の発刊が解禁され、1951年に日本とブラジルの国交が回復された後も、教育程度もポルトガル語の能力も低い者が多くを占める「勝ち組」の多くは日本の敗北を信じず、「負け組」に対する攻撃を続けた。さらに一部の日本語新聞は故意に勝ち組をあおり、販売数を伸ばした。このような状況は数年続いた。その後も対立は続いたが、上記の日伯間の国交回復による交流の促進や、1954年に行われたサンパウロ市400年記念祭、1958年の移民50周年記念祭をきっかけに融和が進み、1950年代後半には次第に「勝ち組」の勢力が縮小し姿を消すこととなったものの、日本人移民および日系ブラジル人社会の分裂は、しばらくは大きな悪影響を残すこととなった。「負け組」の人々は敗戦の現実を比較的早く知ることができたので、戦後体制に適応し仕事に成功した人が多かった。
現在は旧移民の多くが死去し、ブラジルの学校で学んだ日系二世以後の世代になっているため、文化基盤が大きく異なる。上記の日系コロニア内の事件「勝ち組」、「負け組」に関しても、比較的古い日本語の文献と新しいポルトガル語の文献ではその取り扱いがしばしば異なる。
日本語の最新資料としては、柔道史上最強の木村政彦の評伝「木村政彦はなぜ力道山を殺さなかったのか」がある。「勝ち組」と「負け組」の抗争真っ盛りの1951年、木村政彦がブラジルにやってきて、マラカナン・スタジアムでエリオ・グレイシー（当時の日系柔道家はこのエリオ・グレイシーに連戦連敗していた）を破り、日系ブラジル人達を歓喜させるまでの流れを細かく綴っている。ブラジル大統領を含めた要人達が多数観戦に来ていた。しかし、この物語はブラジル国内ではほとんど知られておらず、ポルトガル語の資料が乏しい。

### 移民再開
1951年に日本とブラジルの国交が回復したことを受けて、ヴァルガス大統領は日本人移民の受け入れ再開を認め、1953年から移民の送り出しが再開された。さらに1954年には、外務省が移民送り出しのための機関として「日本海外協会連合会」を設立した他、1955年には日本人移民への開拓地の分譲促進を目的とした「日本海外移住振興会社」が設立された。これらの政府による施策が行われたこともありブラジルへの移民数が増加し、1959年に日本人移民は年間で7000人を超え、延べ移民総数は13万人に達した。
なお第二次世界大戦後の日本人移民には、上記のような政府による支援策が用意されただけでなく、「コチア産業組合単独青年雇用移民」をはじめとして、戦前の移民が作った各種組合など現地における受け皿が用意され、現地における受け入れ態勢が未熟な戦前の移民に比べ恵まれた環境となった他、建設省が後援していた「産業開発青年隊」や日伯合弁企業への技術者の移民など、高等教育を受けていて農業や工業など様々なジャンルにおける高い技術を持った、いわゆる「技術移民」の割合が多くなった。
これらの戦後の移民は「新移民」と呼ばれ、教育程度の低い農業労働者や単純労働者を中心とした「旧移民」と区別された。この時点で、ブラジル日系社会は最盛期を迎える。多くの日系人は大学を卒業し、ブラジル一般社会で大きな成功を収めた。

### リベルダージ

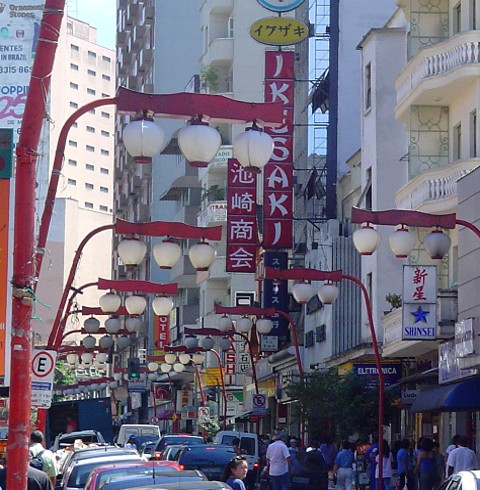
リベルダージのガルボン・ブエノ通り

またこの頃、サンパウロ市中心部のリベルダージに日本映画の専門館である「ニテロイ劇場」がオープンしたこともあり（現在は当時存在した映画館は3つとも閉館）、多くの日本人や日系ブラジル人がリベルダージ周辺に移り住み、これ以降現代に至るまで、リベルダージが「日本人街」として栄えて行くこととなった。
1950年代から1980年代初期の最盛期のリベルダージ地域内には、日系ブラジル人が経営するホテルや日本料理のレストランやスーパーマーケット、日本語書籍を扱う書店やニッケイ新聞やサンパウロ新聞などの日本語新聞の本社、更に日本風の土産物店などが立ち並び、世界最大級の日本人街となっており、日本語のみでの買い物が可能なほどであった。
また、リベルダージ駅前の広場を中心に「日系団体御三家」と呼ばれ、日系ブラジル人の代表機関となっているブラジル日本文化福祉協会、サンパウロ日伯援護協会、ブラジル都道府県人会連合会の各事務所があり、他にも各県人会、日系福祉団体、日系文化団体の事務所が集中しており、ブラジルにおける日本文化の発信地ともなっている。なお、ブラジル日本文化福祉協会内に設置されている移民資料館では、当時の生活を再現した展示コーナーや日系人移民の旅券、当時使用していた生活用具などさまざまな文物が展示されており、日本人移民や日系ブラジル人の歴史を知る上で貴重な存在となっている。

### 日本企業のブラジル進出

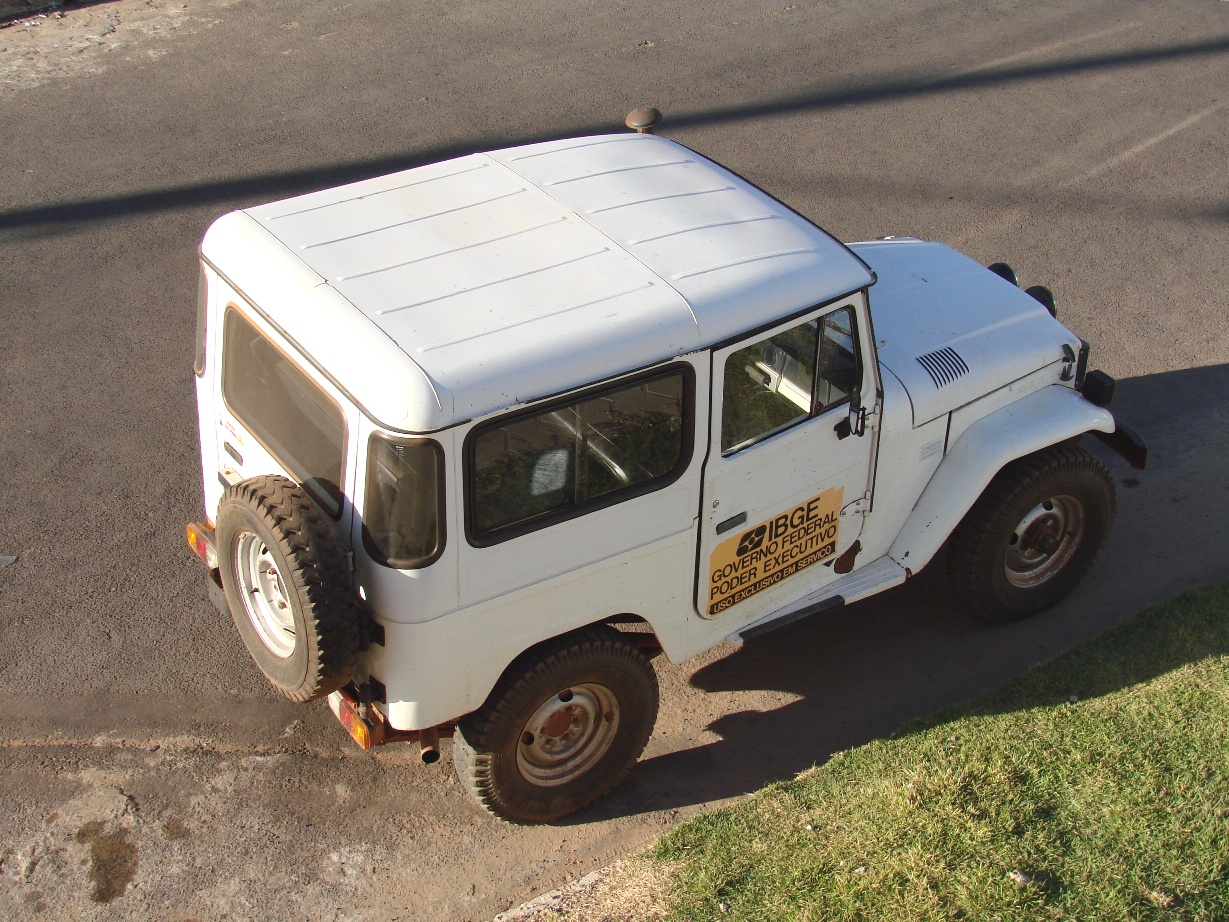
トヨタのブラジル法人が1959年に生産を開始した「バンデイランチ」

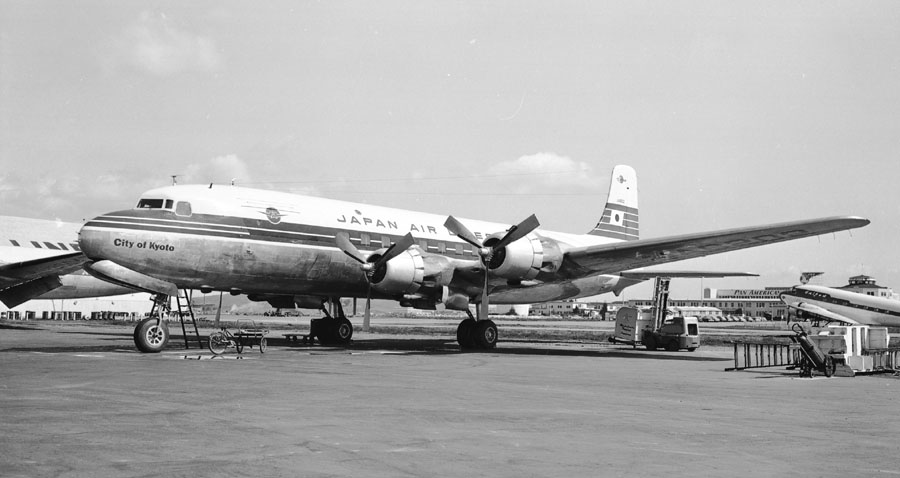
日本航空が定期チャーター便を運航していたダグラス DC-6

1969年に初の日系ブラジル人の国務大臣となったファビオ・ヤスダ（安田良治）

1950年代以降、ブラジルの市場の大きさと日本の高度経済成長を受けて、トヨタ自動車や石川島播磨重工業、東京海上日動火災保険や日本航空、パナソニックやNEC、ヤマハや味の素、ヤクルトやヤオハンなど、多くの日本企業がブラジルに進出を進めた。
また、これらの企業や団体の駐在員やその家族としてサンパウロを中心にブラジルに渡る日本人の数は急増し、また日本人学校や補習校も、日本人や日系人が多いサンパウロだけでなく、リオデジャネイロやレシフェ、マナウスやブラジリアなどにも開校した。しかしこれに反比例して、高度経済成長による日本国内の所得の向上などを受け新たにブラジルに渡る日本人移民は、1960年代に急激に減少した。
これらの日本企業が提供する日本製品は、その品質の高さや安い価格、ブラジル向けの製品戦略が受け入れられて瞬く間にブラジル社会に受け入れられていった（その例として、トヨタ自動車は1950年代より四輪駆動車「バンデイランチ」現地生産を行ったが、ブラジル政府の政策を受けて四輪駆動車の以外の車種を1990年代に至るまで製造しなかったため、長年の間「トヨタ」といえば、奥地用の四輪駆動車を意味するようになった）。
また、1960年代に、ヴァリグ・ブラジル航空の前身となるレアル航空や日本航空が、リオデジャネイロやサンパウロ - 東京間の直行便の運航を始めたこと（日本航空は1950年代からブラジルへの定期チャーター便を4半期期に一度運航していた）や、その後航空運賃が下がったこと、さらに日本人移民数の急減を受けて、1973年には船によるブラジルへの日本人移民が廃止されることとなった。
これらの日本企業は多くが現在も操業しているほか、日本政府やブラジル政府の経済政策や方針などを受けて、新たにブラジルに進出する企業も多い。

### ブラジルでの高い評価

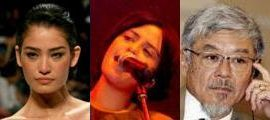
現在の日系ブラジル人を代表する人物。右からルイス・グシケン大統領府広報行政調整長官、歌手（元パト・フ）のフェルナンダ・タカイ、スーパーモデルのジュリアナ・イマイ

日系ブラジル人2世、3世は、その勤勉さと教育程度の高さから社会的地位が高い職業についているケースが多く、上記のような政界や官界、経済界の中枢のみならず、医師、弁護士、技師、地質学者、教員、芸術、文化、スポーツ、農業等を含む広範な分野に進出し、ブラジルの発展に大きく貢献したと非常に高く評されている。
1954年には、日系ブラジル人2世の田村幸重が初の日系ブラジル人の連邦議員に就任した他、1969年には初の日系ブラジル人の国務大臣として、2世のファビオ・ヤスダ（安田良治）が商工大臣に就任した。また、1974年には同じく2世のシゲアキ・ウエキ（植木茂彬）が鉱山動力大臣に就任した。この3人の国政中枢への就任は、「日系ブラジル人の社会的成功」と「ブラジル社会への同化」の象徴として受け止められた。
なお、ラテンアメリカ諸国全体で見ても屈指の大学とされるブラジルの最高学府サンパウロ大学の学生のうち、かつては約15パーセントが日系ブラジル人の子弟であり、教員の約8パーセントが日系ブラジル人であった。1パーセントに満たない日系人の人口比からみて、それがいかに高いものかがわかる。
ブラジル発見500周年記念行事の一環として、サンパウロ大学は2000年に初めて各学科の成績1位の卒業生を表彰したが、受賞者87人中、17人が日系人だった。ただし、サンパウロ州としてみれば総人口に占める日系人の比率は2パーセント強であり、サンパウロ大学の本キャンパスが所在するサンパウロ市にいたっては総人口の5パーセント強は日系人であるという点、ブラジルの中でも日系人が偏在しているサンパウロ州周辺の南東部・南部地域が他の地域に比べ高等教育を受けやすい地域でもある。
また、上記のように第二次世界大戦後の高度経済成長期前後に多くの日本企業がブラジルに進出した際には、これらの日系ブラジル人がその先導役、仲介役を務めただけでなく、日本人移民や日系ブラジル人がブラジル社会に作り上げていた「日本人は勤勉」、「日本人は信用できる」という好意的な評価が、日本企業のブラジル進出と市場への浸透を容易にしたと高く評価されている。なお、日系ブラジル人と日本人は不渡り手形をめったに出さないので、非日系ブラジル人は「Japones Garantido」（日本人は確実に信頼できる）とよび、小切手の受け取りを拒否しなかった。
1950年代以降、ブラジル生まれでブラジル人としてのアイデンティティを持った「2世」や「3世」の多くが成人し、ブラジル社会の中枢へと入って行ったことで、ブラジルにおける日系人社会（「コロニア」と呼ばれる）の中心が、日本人である「日本人移民1世」から、ブラジル人である「2世」や「3世」へと変わった。同時に日本語会話は徐々に衰退し、現在ではほとんど話されなくなった。

### 日本への出稼ぎ

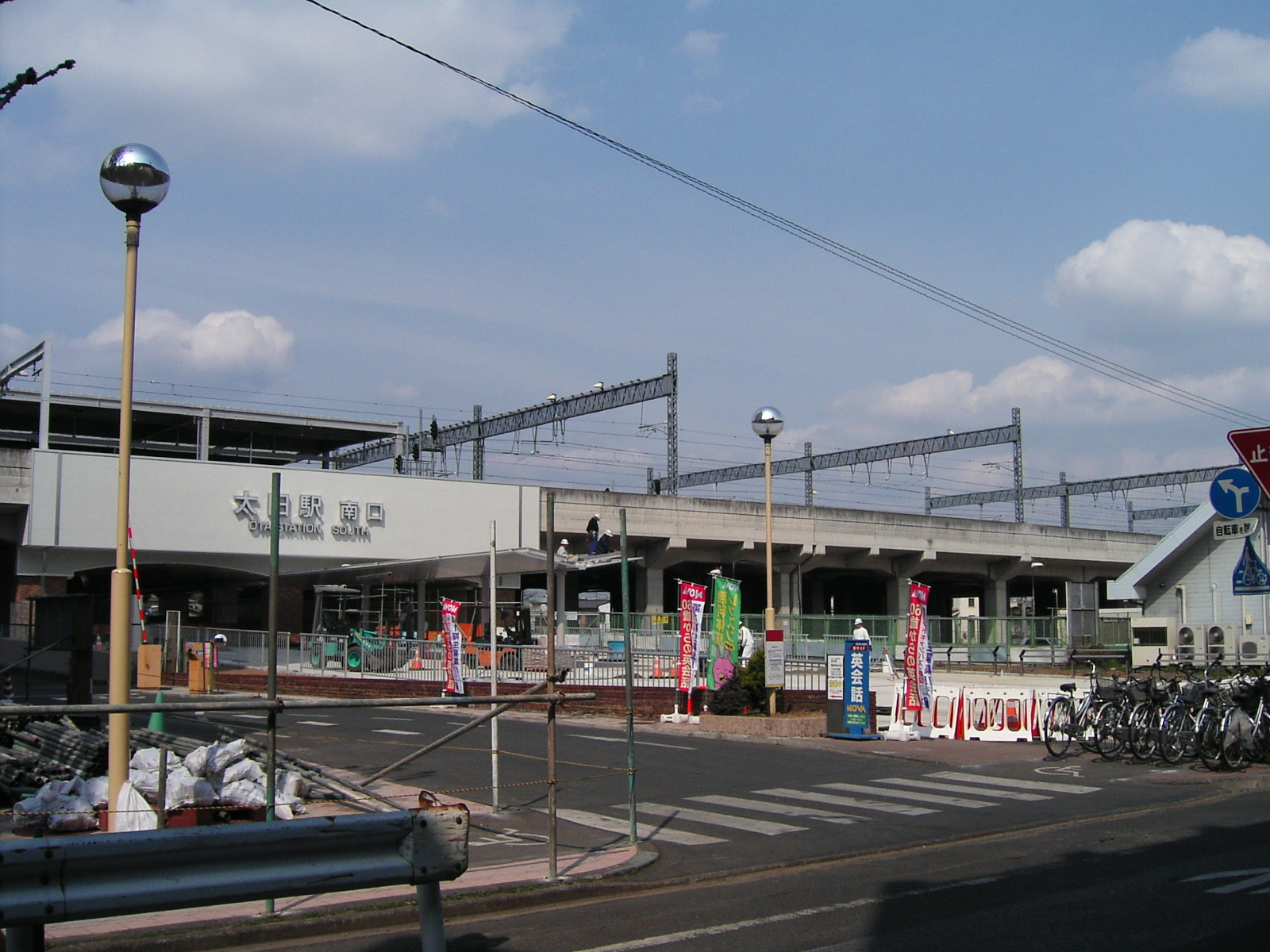
群馬県太田市

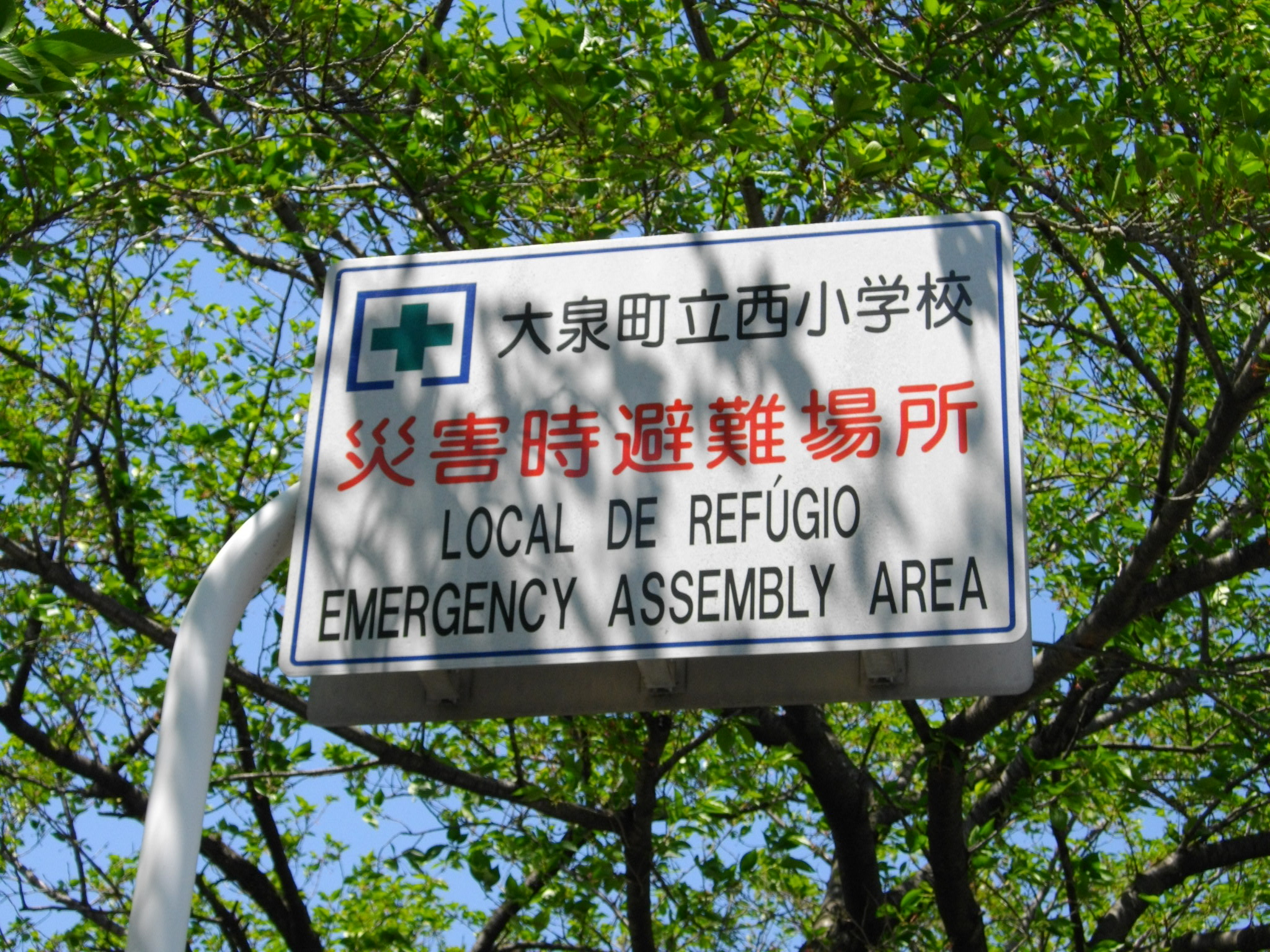
群馬県大泉町の日本語とポルトガル語が併記されている標識

ブラジルは、1970年代前半に「ブラジルの奇跡」と言われる、外国からの借金導入をもとにした好景気に沸いた。しかし1970年代後半以降には激しいインフレーションに見舞われるなど、経済的苦境が続くこととなる。その後1980年代にかけて世界有数の借金大国になったブラジルの経済は破綻し、月間100%を超えるインフレの前に軍事政権は権力を投げ出さざるを得なかった。
これに対して日本は、高度経済成長を達成した後も安定した経済状況にあったために、移民の流れは逆転した。特に1990年に日本の出入国管理法が改正され、3世までの日系ブラジル人とその家族を無制限に受入ることを始めると、日本での高収入に着目した、もしくはブラジルで職を失った多数の日系ブラジル人が日本へ出稼ぎにくるようになり、1990年代にはヴァリグ・ブラジル航空やVASP航空、日本航空の東京や大阪、名古屋行きの直行便は、出稼ぎに来るブラジル人で混み合うようになった。
出稼ぎに来た日系ブラジル人とその家族の殆どは工場労働者などのブルーカラーが中心で、専門職や技術職の者は少ないこともあり、群馬県太田市、群馬県邑楽郡大泉町、栃木県小山市、茨城県常総市、愛知県豊田市、豊橋市、静岡県浜松市、岐阜県美濃加茂市、可児市、大垣市などの期間労働者（期間工）を多数雇用する工場地帯に多い。夜勤など日本人労働者が嫌った仕事を率先して引き受けた。
彼らは2年契約で出稼ぎが目的で日本に渡航したが、その後多くは結果的に日本定住を望み、永住権、やがては日本国籍を取得した。移住したブラジル人は増加し、ピーク時は約31万人以上にも登った。これには日本国籍を取得したブラジル人は含まれない。日本人のブラジルへの移民が100年間で13万人であったので、ブラジルから日本への移民は、日本からブラジルへの移民よりもはるかに多い。
増加を続けた出稼ぎ在日ブラジル人であったがリーマンショックで一変する。非正規雇用の調整弁として多くが雇用されていたため失業、日系と言えども外国人でしかない、言葉も異なる彼らへの対応は冷たく約10万人が日本を去った。
なお平成15年に在サンパウロ総領事（当時）の赤阪清隆が記したところでは（出稼ぎ）「ビザ申請の際に偽造の出生証明書や婚姻証明書を出して、日系人に成り済まそうとする人が結構いる」ということであった。

### 現在

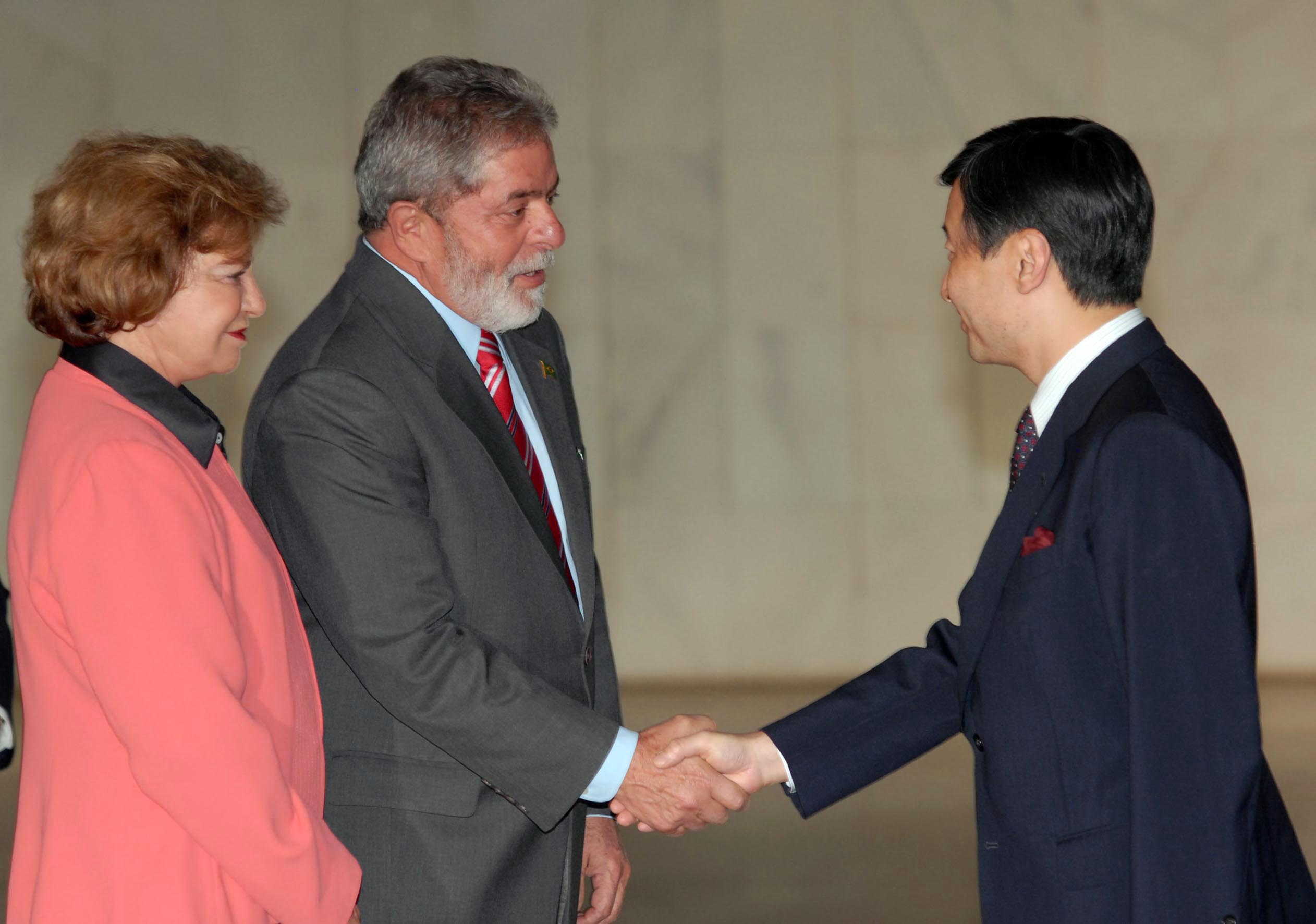
日本人移民100周年記念式典を訪れた皇太子徳仁親王と握手するルーラ大統領

近年の日系ブラジル人による日本への出稼ぎの増加とは反比例して、日本からブラジルへの移民は1980年代に入るとほとんど見られなくなった。しかし、日系人移民と日系ブラジル人の存在は、政治的関係や経済的関係、文化的関係を問わず日本とブラジルの交流を深める結果をもたらし、その距離と反比例して両国の関係は緊密なものとなった。
また、日本人移民が持ち込んだ日本文化の多くが、日系ブラジル人のブラジル社会への同化とともにブラジル社会に深く根付くこととなり、現在は醤油や寿司、日本茶をはじめとする食文化だけでなく、柔道や空手、剣道といった日本のスポーツもブラジルで広く親しまれている。また、サッカーやブラジリアン柔術、ブラジル音楽の技術の取得などを目的とした日本からブラジルへの留学生も増えており、日系ブラジル人がその受け入れ先となるケースも増えている。
最初の正式移民がブラジルに渡って100年を超えた現在は、日系ブラジル人6世も誕生した他、日系人以外のブラジル人と結婚するケースも増え（現在はそれが主流）、約191万人にのぼる日系ブラジル人は完全にブラジル社会に同化し、多民族国家であるブラジル社会に大きな存在感を示し続けている。この様な同化の流れを受けて日系コロニア（植民地域）は縮小したり、周辺地域と同化して消滅する傾向にある。
さらに日系人の中心地であったリベルダージにおける日系人の空洞化も顕著になり、いくつかの商店は後に来た中国系や韓国系の新移民に買い取られた。さらにビデオやインターネットの普及を受けて観客の減ったニテロイ劇場も1990年代に閉館し、日本人街は東洋人街（Bairro Oriental）と名を変えた。しかしながら、残留した日本人、日系人は依然として強い影響を保っている上に、中国系や韓国系に買い取られた商店も日本のブラジルにおける人気から、日本風の店構えと品揃えを続けているものが多い。
なお在日ブラジル人の数は2007年のピーク時には32万人近くに達したが、2014年は17万人台と減少した。企業は在日ブラジル人が減少したため技能実習制度を利用するなどの対応をしている。

## 「コロニア語」
日本語で基礎教育を受け、日常生活において日本語を中心に話す日本人移民1世と、ポルトガル語で基礎教育を受け、ポルトガル語を中心に話す日系ブラジル人2世や3世（とそれ以降の世代）との間のコミュニケーション手段として、日本語とポルトガル語を織り交ぜた「コロニア語」が、ブラジルの日本人社会で広く使用されるようになった。ある種の表現は旧来の日本語とかなり異なっている。また、日本で死語となった単語の一部が使用され続けている。例としてすでに廃止されたブラジル政治公安警察は「特高」と訳されていた。また、バス、トラックという表現は用いられず、ポルトガル語風にオニブス、カミニョンと呼ばれる。
「コロニア語」は、日本人移民1世世代の減少や日系ブラジル人のブラジル社会への同化が進んだ現在においても、日系ブラジル人社会に深く根付いており、さらに、日系ブラジル人の日本への「出稼ぎ」の増加（詳細は後述）を受けて、新たなボキャブラリーが追加されるなど、新たな進化を見せている。反面、在日ブラジル人の間で話される日本特有のポルトガル語も生まれつつある。ポルトガル語の日本方言とでも呼ぶべきであろうか。
コロニア語の例。

「コントラットはせんとじゃが人手の足らんけんポル・ジア、三十ミル・バーガスしてコミーダもカマもこっちゃ持ち、仕事はトマテのマタ・ビッショくらいのことじゃ、ボン・ネゴシオじゃにセマーナもたたんうちにもうマンダ・エンボーラ言いよる。大方ポル・ジアもろたらまたよそへ行って同じこと稼ぐんじゃろ。エウ・ノン・テン・ジネロ」
（契約はしないのだが人手が足りないから日給30千バーガスして食事も寝どこもこっち持ち、仕事はトマトの殺虫くらいのことだ、うまい話なのに、一週間もたたないうちにもう辞めると言ってくる。大方日給もらったらまたよそへ行って同じように稼ぐんだろう。うちに金はないよ。）ここで用いられている「ミル・バーガス」という単位は、かなり過去の表現である。

日本語を母語として習得し教育を受けたのちに、ブラジルに渡った（準）一世が発話者であると考えられる。コントラット（contrato）やコミーダ（comida）など単一の名詞の借用が多いが、ポル・ジア（por dia前置詞+名詞）やマタ・ビッショ（mata bicho 動詞+名詞）などのように、耳にすることが多かったと思われるようなフレーズがそのまま名詞として用いられているものもある。このような名詞を日本語の文法にあてはめることは、コロニア語の重要な特徴である。最後のエウ・ノン・テン・ジネロ（eu não tem dinheiro主格+否定+動詞+名詞）は、一人称単数の動作主に対し三人称単数の活用が動詞になされていることと（文法が間違っているがコロニア語ではしばしば用いられる）、ポルトガル語では[di'ηeiru]である音韻も「ジネロ」と表記されているように日本語の音韻が適用されている。例えば「ミル」、「トマテ」、「カマ」、「ビッショ」、「ネゴシオ」、「ドトール」などはブラジル日系社会独特の発音で、一般的なブラジルのポルトガル語をカタカナ表現するとそれぞれ「ミウ」、「トマーチ」、「カーマ」、「ビショ」、「ネゴスィオ」、「ドウトール」に近い。日本にあるコーヒーチェーン店の名称は、創始者がブラジル一般社会ではなく、日系社会の影響を強く受けていることを暗示する。
コロニア語の特異な語彙の一つに「ハイコー」という言葉がある。一般日本人にはわかりにくいが日系ブラジル人にはよく使われる。「ハイコー」とは漢字で「配耕」と書き、ポルトガル語の「Distribuição」を訳したコロニア語で、ブラジルにやってきた新入移民を入植地に分配する意味である。現在では日本に来た新入ブラジル人が派遣会社により各地の会社に派遣されることを「ハイコー」と呼ぶ。
また、コロニア語においてはブラジルの地名等を日本ではあまり用いられない漢字表記で表すことが多々ある。（例：ブラジル国＝伯国、サンパウロ市＝聖市、リオグランデ・ド・スル州＝南大河州、日本ブラジル＝日伯）

## 日本での問題
ブラジルでは成功者、社会の一員として認められた日系ブラジル人であったが日本では対照的に日系ブラジル人の多くは日本社会からは認められていない。移民として受け入れたブラジルと異なり日本は外国人労働者として彼らを受け入れ彼らも一時的な出稼ぎとして日本に出向いた。そのため日本社会に溶け込む意識、彼らを社会に統合する意識共に弱くあくまで外国人として存在し続けている。

### 就学問題
日本の公立学校は、日本で就労する日系ブラジル人の子弟を含む外国人学齢期子弟の受入れを行なっている。多くの子弟は苦労をしつつも日本の学校に馴染んでいる。しかし、一部には日本語の習得が困難な者がおり、両親も教諭との日本語での十分なコミュニケーションがとれない場合もある。学校側にもブラジルの習慣を熟知しポルトガル語を使って学校生活をフォローできる人材はほとんど存在しない。また、ブラジルの学校と日本の学校のカリキュラムの違いなどの理由から、日本の学校に馴染めず不就学となる場合がある。
ブラジルの学校は、学力が低ければ原級留置になるのが当然という過程主義の学校制度であり学年内の同年齢度が低いので、日本のような年齢主義の強い学校制度とは馴染みにくく、これが原因で日本の学校に順応できなかったり、年齢が高いことを理由に入学を拒否されたりする場合がある。
日本国内にはブラジル政府が認可するブラジル学校も存在するが、それらの学校は「アメリカンスクール」や「独逸学園」、「朝鮮学校」をはじめとする多くの外国人学校と同じくブラジル人向けのインターナショナル・スクール扱いである。
このため、文部科学省からの各種支援がない他、日本の小学校や中学校、高等学校の卒業資格は得ることができない。さらにこれらの学校は学費が1月当たり数万円かかることも多く、両親は子供を学校に通わせたくてもできないケースが数多くあるという。また、日本の学校の教育カリキュラムがブラジルの学校とあまりに違うため、両親が子供を日本の学校に通わせたくないと考えることもある。なお、ブラジル政府からブラジル学校への支援は図書の寄贈だけである。
彼らは義務教育の外にいる存在のため親が学校に通わせない選択をした場合に防ぐことが出来ずドロップアウトしギャング化する者も出ている。
2000年頃から、こうした若者の一部が疎外感を求心力に集結し、非行に走るケースが見られるようになってきた。これらを受け、自治体においてはブラジル人教員の採用、不就学児童・生徒の実態調査、NPOを活用した教育機会の提供等、教育対策が徐々に進められてはいるが、条件の良い職場を求めて日本国内を転々とする親側の事情もあり、満足の行く対応は難しい。
また2008年秋頃、世界金融危機の影響で日系ブラジル人たちがいわゆる「派遣切り」にあい、子供の就学費用を払えず、やむなくブラジル学校を退学させた。彼らはブラジルに帰国したり、日本の学校に転入したりした。これらの事例は岐阜県美濃加茂市など、日系ブラジル人が数多く暮らしている地域で社会問題化している。

### 差別
1997年10月6日、愛知県小牧市で日系ブラジル人のエルクラノ・レイコ・ルコセビシウス（当時14歳）が20人の日本人のグループから暴行を受け、10月9日に死亡した。この時、ルコセビシウスは周囲に助けを求めたが無視されたとされる。
2006年4月、静岡県袋井市で日系ブラジル人3世の男性が新居用の土地を購入しようとしたところ、その地域の12世帯で作る長溝自治会がブラジル人の転入阻止を決定、不動産業者から土地売買の仲介を受けられなくなってしまった。

### 犯罪
警察庁が2005年に発表した統計によると、2004年度に検挙されたブラジル国籍者（日系人とは限らない）は1064人であった。外国人犯罪者の国外逃亡の件数は、1位の中華人民共和国（281人）、2位のアメリカ（135人）に次いで3位（86人）である。2010年から本格化した代理処罰制度により、日本で犯罪を犯しブラジルに逃亡したブラジル人は、ブラジル連邦警察の捜査対象となり、ブラジル法令に従いブラジル国内の刑務所に収監される。ブラジルは憲法の規定により自国民を海外の政府に引き渡さないための対応処置である。すでに数人の日本での犯罪者が逮捕、判決の末、収監されている。
2005年度には、静岡県湖西市で2歳の女児を交通事故で死亡させた日系ブラジル人が一家で国外へ逃亡するという事件が発生した。女児の遺族は、「日本に戻って裁判を受けるべきだ」と強く批判している。しかし上述の憲法上の問題もあり日伯間には犯罪人引き渡し条約が締結されておらず、非ブラジル国民も含め日本で犯罪を犯した者がブラジルへ逃亡すると、日本の警察は手が出せなくなる。ブラジル国内で逮捕されても、日本とブラジルの法体系の違いから、日本では考えられない軽微な罪で終わるケースがあり（死刑がなく、凶悪犯罪でない場合多くの初犯は収監されない）、遺族が泣き寝入りを強いられるケースが後を絶たない。この静岡県での事故においても、サンパウロ州地裁は禁錮2年2カ月の判決を下したが、2014年4月14日、高裁は禁錮2年に減刑した上で、さらに禁錮2年以下の罪に対する公訴時効を4年と定める刑法の規定で時効が成立するとした。

### お墓問題
90年代に来日した当時、30代、40代で働き盛りだった日系ブラジル人も高齢者となり、墓の問題に直面しつつある。背景には、来日後30年ほどを経過しても、仕事が非正規で不安定かつ長時間労働であることにもかかわらず、思ったほど稼ぐことができない上に、生活費も決して安くはない状況がある。このような日々の生活状況の中で、墓について考える余裕がまったく持てず、墓の準備ができていない人が多い。また、ブラジルは土葬、日本は火葬が主流となっている文化的な違いも原因の一つである。
他にも言葉の問題が原因で、日本で墓地の確保が困難となっている状況もみられる。例えば、愛知県犬山市に住む日系ブラジル人の男性は、10年前に亡くなった妻の遺骨を納める場所を探そうとしたが、墓の情報は難しい日本語が多く、問い合わせることすら困難なため、遺骨を自宅で保管し続けているという。墓を探す過程で、言語の壁に直面していることも事実だ。そのような経験から男性は、「日本の墓地は日本人とその家族だけのものですから。仕方ないのです。もういいのです。」と胸の内を語っている。
また、日本とブラジルでは墓に対する意識に違いがある。日本では、家族や親戚が「墓を守っていく」という意識が少なからずある一方で、ブラジルでは、家族だけが墓参りに行くという感覚はないのである。ブラジルでは、行政が墓を管理していることが多く、たとえ知らない人の墓であっても、誰かが花をそえたりして、皆で墓を守っているようだ。日本での墓の問題や言語の壁はこれから先も続いていき、この先も簡単には解決することが難しい課題である。

### NPO法人の活動
在日ブラジル人を取り巻く様々な問題が存在するが、以下の団体はそれぞれの特色と強みを活かしながら活動している。近年は団体間の連携も活発化し、より包括的な支援体制の構築を進めている。また、新型コロナウイルス感染症の影響下では、オンラインを活用した支援活動も積極的に展開している。各団体の活動は、在日ブラジル人コミュニティの生活基盤の安定と、日本社会との共生の実現に大きく貢献している。現在、多くの支援団体が存在するが、ここでは代表的な団体を取り上げる。
在日ブラジル人を支援する会SABJAは、1998年4月に森佳子氏の呼びかけによって発足した。当初は在日ブラジル人支援に携わる専門家たちのボランティアグループとして活動を開始し、2003年8月20日にNPO法人として正式に設立された。日本に暮らすブラジル人とその子どもたちが安心して暮らせる社会と未来を求めて活動をしている。東京都を中心に、神奈川県、埼玉県、群馬県などの関東圏でも活動を行っている。また、巡回相談やイベントなどは全国各地で実施されている。主な活動として、心理カウンセリング、学習支援、奨学金、教育やキャリアに関するセミナー、在日ブラジル人の入国手続き支援、医療相談や健康診断の実施、年金などの社会保障に関する情報提供や生活相談、緊急時の通訳支援、全国各地での文化交流イベントへの参加や出店、日本のブラジル人コミュニティのためのクラウドファンディング等の幅広い活動をしている。
関西ブラジル人コミュニティ（CBK）は、日本に住むブラジル人が、日本社会や地域の一員として暮らして行くためにお互いに協力し、日本社会がブラジル人を理解できるようにするために、交流の場を設けることを目指している団体だ。また、神戸市を中心とした兵庫県内で活動を展開している。CBKが設立されるまでには1999年6月に「フェスタ･ジュニナ」というブラジルの6月の祭りを開催されており、2001年に神戸在住日系ブラジル人が関西ブラジル人コミュニティを設立した。活動内容には、ポルトガル語と日本語による生活相談窓口の運営、防災教育と災害時支援、南米日系人の子どもたちへの学習支援授業教室と母語教室などの学習支援、ダンスや料理教室や文化交流イベントの開催、コミュニティ情報誌の発行などがある。2012年には神戸キワニス社会公益賞受賞、2015年には兵庫県功労者賞(国際協力功労)理事長受賞をしている。
NPO法人ABC ジャパン は、外国人が日本での日常生活や仕事に関する問題解決の為、日本人と外国人とを繋ぐフレンドリーな環境作りをするため2000年に設立され、2006年には非営利団体として認定された民間の団体である。また、当初は神奈川県横浜市(鶴見区)に住んでいるブラジル人を支援することを目的としていた。現在は神奈川県横浜市を拠点としているが、インターネットを通じてのオンライン講座やワークショップ等も行っている。活動内容としては子供の教育保障として学習支援教室の運営、進路相談、教育関係者向け研修、保護者向けセミナー、教材開発と提供などを行っている。子どもたちが自己のアイデンティティを大切にしながら、日本社会で活躍できる人材として成長することを支援している。また、大人の自立支援として"すぐに役立つ"ことを大切に、大人の日本語教室や鶴見区では電設業で働く人が多いことを背景に、第2種電気工事士試験対策講座などを開催している。幅広い年齢層が参加しており、横浜市内や個人だけでなく、群馬県や愛知県などの遠方からや会社からの申し込みもある。また、外国人のコミュニティづくりのため、近隣の小学校~大学と連携してワークショップを開催したり、地元で開催されるイベントでのブース出展、外国の言葉や文化を知ってもらうための教室等も開催されていたりする。さらに、幅広い年齢層への心のサポートの場も設けており、多種多様な活動をしている。
「日伯連帯研究所」ONG Trabrasは在日ブラジル人コミュニティの労働問題と生活支援を目的として設立された非営利団体である。愛知県を中心に東海地域で活動を展開している。主な活動として、在日ブラジル人労働者の権利保護と労働環境改善のための支援、就労に関する法的アドバイス、例えば、日本の労働法や社会保障制度に関する情報提供、企業との労働条件交渉の支援なども実施している。また、職業訓練プログラムの提供も行っている。教育支援分野では、ブラジル人学校との連携による就学支援、日本の公立学校に通うブラジル人児童・生徒への学習支援、進路指導などを行っている。また、保護者向けの教育セミナーや進学説明会も定期的に開催している。生活支援においては、住宅探しや契約手続きの支援、医療機関での通訳派遣、行政手続きの補助など、総合的な生活相談サービスを提供している。さらに、日本人コミュニティとの文化交流イベントを企画・運営し、相互理解の促進にも取り組んでいる。新型コロナウイルス感染症が流行した時期には、その影響を受けた在日ブラジル人への緊急支援にも力を入れて取り組んでいた。食料支援や生活困窮者への相談支援、オンラインでの情報提供などを積極的に展開した。そのような活動を通じて他の支援団体とのネットワークを構築し、より効果的な支援体制の確立を目指している。ONG Trabrasは、在日ブラジル人が直面する様々な課題に対して、労働、教育、生活の各面から総合的なアプローチを行い、彼らの権利擁護と生活の質の向上に貢献している。また、日本社会との共生を目指し、多文化共生の実現に向けた取り組みを継続的に行っている。

## 帰化ブラジル人のブラジル市民権
日本政府の立場から見れば元ブラジル人で日本に帰化した者は日本人でありブラジル人ではない。しかしながら、ブラジル政府から見ればブラジル人は日本に帰化した後も生涯ブラジル人である。これはブラジルは国籍離脱を禁止しているため、いかなる場合もブラジルの市民権は消失しない。従って、イミグレーションで日本のパスポートを使いブラジルに入国しても、同時にブラジルのパスポートを見せればブラジル国内では一般のブラジル人である。自国民であるから当然入国ビザは必要ない。

## 著名な人物

### 1世
- チアキ・イシイ - 柔道家。1972年ミュンヘンオリンピックの柔道競技銅メダル。
- 上原幸啓（pt:Kokei Uehara） - サンパウロ大学工学部教授（水力学）イタイプダムを初めとするブラジルの多くのダムや中華人民共和国の三峡ダムの建設に参画し、「川を手なずける人」の異名を持つ。
- 大竹富江 - 抽象画家、造形作家。京都出身。23歳で渡伯。すぐに結婚。40歳から画家として出発。現在ではブラジル現代アートの巨匠と目される。地下鉄、道路、公会堂など公共の場に巨大なオブジェクトが飾られている。2001年にはサンパウロに大竹富江文化センターを創設。2008年には「日本人移民100周年事業」として、サンパウロのグアルーリョス国際空港に巨大なモニュメントを創作。100歳を過ぎても創作を続けていたが、2015年2月12日に肺炎のため死去。
- 小林美登利 - 教育家、牧師及び剣道師範、福島県会津出身。アマゾンからアンデスを越えた最初の日本人。ブラジルの剣道の先駆者。同志社大学出身でブラジルで最初の日系人教会を設立した。また、ブラジル日系人中心の考古学同好会の発起人の一人でもあり、ブラジルで日系人最初のレコードを録音（尺八担当）したりするなど、多岐に亘って活動した。
- 大日方傳 - 俳優、映画監督として第二次世界大戦前より日本で活躍したが、1950年代に家族ともどもブラジルへ移民し、農場を経営する傍ら映画の制作も行った。
- 内藤克俊 - 1924年パリオリンピックでレスリングのフリースタイル銅メダル。
- 前田光世 - 柔道家。ブラジルに帰化した。講道館を飛び出し、西洋での武者修行の末にブラジルに渡る。現地でコンデ・コマ（コマ伯爵）の異名を取り、後にグレイシー柔術を産み出す事になるエリオ・グレイシーに講道館柔道を教えた。講道館柔道の枠を逸脱した他流試合を繰り返した為、本人は講道館に迷惑がかかる事を恐れて破門を自称したが、講道館側は彼を破門にしなかった。
- マナブ間部 - 日本名：間部学（まべ まなぶ）。画家。熊本県宇土郡不知火町（現・宇城市）出身。
- 水本光任 - サンパウロ新聞を創刊。熊本県下益城郡海東村（現・宇城市）出身。サンパウロ新聞を海外最大の邦字新聞に育てる。1977年第25回菊池寛賞、1991年ブラジル民間人最高位のリオ・ブランコ国家勲章を受賞。

### 2世（含準2世）
準2世とは幼少時に家族に連れられてブラジルに渡り、ブラジルの文化的影響をより強く受けている者を意味する。正式な定義はないが、大体、10歳以下で渡伯し、国籍もブラジルに帰化している者を指す場合が多い。最終的には、1世か準2世かは、当人の意識の問題と見られる。
- バニア・イシイ - 柔道家。チアキ・イシイの娘。
- ススム・イチムラ（市村之）- ブラジル「最高齢」の市長を務めた。「ラミー王」としても知られる。
- シゲアキ・ウエキ（植木茂彬） - 70年代に鉱山動力大臣とブラジル国営の石油会社ペトロブラスの最高責任者を務めた大物。当時の軍事政権下での最高権力者の一人。現在はコンサルタント会社を経営。
- アントニオ・ウエノ（上野義雄）- 連邦下院議員連続30年の偉業を成し遂げた。
- 大岩オスカール - 画家。アーティストグループ「昭和40年会」のメンバー。
- 榎宮祐 - 漫画家、イラストレーター、小説家。本名：チアゴ・フルカワ・ルーカス。現在は日本の埼玉県に在住。
- Carlos K. - 作曲家。
- セイゴ・ツヅキ（續正剛）- 民主化後の1980年代に保健大臣に就任。
- セルジオ越後 - 元サッカー選手でサッカー解説者。
- ルイ・オオタケ（英語版、ポルトガル語版）- 建築家。東京の駐日ブラジル大使館公邸、大竹富江文化センターなど建築。大竹富江の長男。2021年没[49]。
- リカルド・オータケ - デザイナー&キュレーター。元サンパウロ州文化長官。大竹富江の次男。
- テツオ・オカモト - 日本名：岡本哲夫（読み同じ）。ブラジルの水泳選手。1952年のヘルシンキ夏季五輪で三位入賞、銅メダルを獲得する。
- ルイス・グシケン - ブラジルの左翼活動家、政治家。元連邦下院議員、元大統領府広報行政調整長官（閣僚級）。2013年没[50]。
- アルフレッド・コジマ（フランス語版） - プログラマー。Window Maker作者。
- ジョージ小林 - サッカー選手。
- ジュンイチ・サイトウ - 日本名：斎藤準一（読み同じ）。2008年3月にブラジル空軍大将から、空軍最高総司令官に就任した。
- フラビオ・シロー（英語版、ポルトガル語版） - 抽象画家。札幌出身。4歳で渡伯。ブラジル抽象絵画界の一人者。パリやサンパウロのビエンナーレなどで受賞多数。
- 田中マルシオ敬三 - 社会人野球選手。2013 ワールド・ベースボール・クラシック・ブラジル代表。
- カシオ・タニグチ - 元クリチバ市長。現連邦下院議員。ブラジルの州都で市長になった初の日系人。「全国市長好感度ナンバー・ワン」に選ばれた。
- 西森弘志ルイス - 元パラナ州議員、現ブラジル下院議員。
- エジムンド・ススム・フジタ - 藤田進、日系ブラジル人初の外交官。駐インドネシア、駐大韓民国の特命全権大使を歴任した。
- リョート・マチダ - 日本名：町田龍太。空手家、総合格闘家。元UFC世界ライトヘビー級王者。
- ファビオ・ヤスダ（安田良治）- 1960年代末に軍事政権下で商工大臣に就任。初の日系人閣僚。
- チヅカ・ヤマザキ（英語版、ポルトガル語版） - 映画監督（「ガイジン」"Gaijin" 他）。
- 与那城ジョージ - サッカー監督。選手時代に帰化し日本代表として試合出場歴あり。
- 吉村大志郎 - サッカー選手、指導者。選手時代に帰化し、日本代表として国際Aマッチ45試合出場。ブラジル名はネルソン吉村。

### 3世
- エリカ・アワノ（英語版、ポルトガル語版）- 漫画家。
- 石原ミルトン - 通訳。
- ジュリアナ・イマイ - モデル。
- エフライン・リンタロウ・ダ・シルバ - サッカー選手。
- 大家ロドリゴ - 柔道選手。
- 奥田ペドロ - プロ野球選手。2013 ワールド・ベースボール・クラシック・ブラジル代表。
- 魁聖一郎 - 本名：リカルド・スガノ。大島部屋所属の元大相撲力士（2022年引退、現在は日本帰化）。
- 金伏ウーゴ - プロ野球選手。2013 ワールド・ベースボール・クラシック・ブラジル代表。
- カルロス・トシキ - 本名：高橋カルロス敏樹（たかはし - としき）。日本の歌手。オメガトライブの元ボーカル。
- キャロル・ナカムラ（英語版、ポルトガル語版） - モデル。
- クラウディオ・ミツヒロ・カノ（英語版、ポルトガル語版） - 卓球選手。世界ランク最高位23位。1996年事故死。
- サブリナ・サトウ - グラビアアイドル。
- 佐藤二朗 - ブラジル名：レイナッド・ツギオ・サトウ。プロ野球選手（現在は日本帰化）。2013 ワールド・ベースボール・クラシック・ブラジル代表。
- サンドロ・ヒロシ - サッカー選手。
- ダニエリ・スズキ - 女優。
- 仲尾次オスカル - プロ野球選手。2013 ワールド・ベースボール・クラシック・ブラジル代表。
- フェルナンダ・タカイ（ポルトガル語版、英語版）- ミュージシャン、パト・フのボーカル。
- アナ・チエミ・タカギ - ブラジルの女子バレーボール選手。
- 田中マルクス闘莉王 - サッカー選手（現在は日本帰化）。アテネオリンピック及び2010 FIFAワールドカップ日本代表。
- ロドリゴ・タバタ - サッカー選手。
- 玉木重雄 - ブラジル名：エンリケ・シゲオ・タマキ。プロ野球選手（現在は日本帰化）。
- アリーニ・ナカシマ - モデル。
- 平田ブルーノ - 社会人野球選手。2013 ワールド・ベースボール・クラシック・ブラジル代表。
- マイサ - グラビアアイドル。
- 松元ユウイチ - 本名：松元雄一（まつもと - ）。ブラジル名：ダニエル・ユウイチ・マツモト。プロ野球選手（現在は日本帰化）。2013 ワールド・ベースボール・クラシック・ブラジル代表。
- マルシア - 本名：西家一枝マルシア（にしいえ かずえ - ）。女優・歌手。
- 南かなこ - 本名：上野智恵美。歌手。
- 吉村健二 - 本名：カルロス・ケンジ・ヨシムラ。社会人野球選手。2013 ワールド・ベースボール・クラシック・ブラジル代表。
- ラヴフォックス - ブラジルのバンドカンセイ・ジ・セール・セクシーのボーカル。
- リンダIII世 - メンバーは全員日系ブラジル3世で群馬県在住。
- ボー・タカハシ - プロ野球選手。2017 ワールド・ベースボール・クラシック・ブラジル代表。
- キム・カタギリ -　政治家。
- アウグスト・アキオ - スケートボード選手。

### 4世以降
- 本田ルーカス剛史 - 4世。フィギュアスケート選手。
- 杉町マハウ - 4世。陸上競技選手。
- メリッサ・クニヨシ- 4世。歌手
- 武田羅梨沙多胡 - 4世。声優

### 不明
一世（Issei、ポルトガル語）、二世（Nissei）、三世（Sanssei）と並んで、日系がルーツではあるがその系譜がもはやわからなくなってしまった世代を、ウイットをこめてノンセイ（Não sei,「私は知らない」という意味のポルトガル語）と呼ぶ場合がある。
- Adriana - モデル。
- アマンダ - 舞台女優。
- トシコ・エガシラ - ブラジルに日本の特撮作品とアニメ作品を普及させたことで知られる。
- ビビアーニ大野 - ファッションモデル。1992年ミス日系インターナショナルコンテスト受賞者及び1995年東レ水着キャンペーンガール。
- 岡田サントスジオゴ - フットサル選手。
- ポリアナ・オキモト - 競泳選手。
- ルイス・オンムラ - 柔道家。1984年ロサンゼルスオリンピックの柔道競技銀メダル。
- 兼田カロリナ - 本名：ノゲイラ・カロリナ・カネダ・カツエ。ファッションモデル。ポルトガル系ブラジル人とのハーフ。
- カルロス・タケシ（ポルトガル語版） - 俳優・声優。
- フェリペ・キタダイ - 柔道家。2012年ロンドンオリンピックの柔道競技銅メダル。
- ケリー - 本名：三澤ケリー（みさわ - ）。ファッションモデル。
- Ken - ファッションモデル。
- ジュニア - ファッションモデル。
- 三浦ラウリンド（Laurindo Miura） - バスケットボールのコーチ。ブラジルの伝説的プレーヤー、オスカー・シュミットを指導した。
- カルロス・エドゥアルド・モリモト - プログラマー。Kurumin Linux作者。Linux系OSのプログラムで著名。
- RINA - 本名：藤田カリーナ。モデル。
- アドリアナ・リマ[51] - モデル。
- 大島薫 - タレント
- 木村ミノル - キックボクサー
- ダレノガレ明美 - モデル、タレント